# Növénykórokozók
A növényeken betegség előidézésére képes abiotikus vagy biotikus tényezők egyike, amely rendszerint az egészséges növény egészén, vagy annak egy részén (gyökér, szár, fatörzs, levél, virág, termés) érzékelhető tünetet (szimptóma) vagy tünetegyüttest (szindróma) okoz, azonban a tünet lehet közvetlenül nem észrevehető, de tünetet okozó társfertőzés vizsgálata során diagnosztizálással kimutatható lehet: látens fertőzés, pl. tünetet mutató vírusbetegséghez kapcsolódó egyéb, ún. látens vírus, pl. a szőlő bulgáriai látens vírus (Grapevine Bulgarian latent virus, GBLV).

## A fogalom etimológiája
A „növénykórokozó” szó mellett használatos a „fitopatogén”, (angolul: pathogen, phytopathogen, phytopathogenic) „phytopathogen”, melyek görög eredetű kifejezések: phüton = növény; páthosz = szenvedés, fájdalom, betegség; genosz = eredet, leszármazás. A (növényi) kórokozó (legtöbbször csak a) növényeken betegség előidézésére képes. Ugyanakkor lehetnek allergének (pl. Aspergillus, Alternaria, Penicillium fajok), de termelt toxinjaikon keresztül közvetetten (állat) és közvetlenül (ember) is károsodásokat okozhatnak (pl. a „mikotoxinok” gyűjtőnéven: fuzáriumos károsodások („toxikus fuzáriózis”, pl. Fusarium graminearum) vagy aflatoxikózis (Aspergillus flavus). Egyes fajaik gyógyszer- vagy élelmiszeripari felhasználásukkal előnyösek is lehetnek. A növénykórokozók által kiváltott betegség a növény életműködési zavaraiban nyilvánul meg, amelynek következtében tünetek jelennek meg. A betegség veszélyezteti a növény életét, vagy annak gazdasági értéke csökken.

## Károsítók, mint a növénykárosodások gyűjtő fogalma
A „Károsító” gyűjtő elnevezés, amelyet valamennyi kártételt eredményező tényezőre használható, de helyesebb, ha az előidézőjére is utaló, konkrét fogalmat (növénykórokozó, állati kártevő, vagy gyomnövény) használjuk! A „károsító” fogalom mindhárom szinonimjaként ugyan használható, viszont az egyes károsítók fogalmai egymással nem keverendők! Például a kórokozó és kártevő nem felcserélhető, határozottan elkülönő értelmezéssel rendelkeznek!
Növénykórokozó, amely betegséget idéz elő (tápelemhiány, vírus, baktérium, fitoplazma, gomba, virágos élősködő stb.)
Állati kártevő (fonálférgek, levéltetvek, bogarak, lepkék, tripszek, pocok, veréb stb.), melyet a növényvédelmi állattan tárgyal
Gyomnövény, amely a termesztett növény állományában attól vizet, tápanyagot, teret, fényt von el, gyakran allelopatikus (a másik növényre káros kémiai anyagot termelő) hatással rendelkezik.

## A növénykórokozó és a kóroktan (etiológia) összefüggései
A kóroktan (etiológia vagy aetiológia; görög: aitia = ok, logosz = vélemény, tudomány), azaz a betegségek előidézését vizsgáló tudomány része, minden olyan tényező, amely növénybetegséget okozat. A növénykórokozók a betegségek okozói, azaz melyeket a különböző kórkiváltó tényezők (a betegségek előidézői) alakítanak ki. 

## Az egészséges és a beteg növény fogalma
Egészséges az a növény, amely életműködése zavartalan, növekedéséhez és fejlődéséhez az optimális feltételek adottak.
Beteg növény: Minden olyan elváltozást, amely a megszokottól („normális”) eltér és a növény vagy növényi rész (levél, gyümölcs stb.) életét veszélyezteti, illetve termőképességét, a termés minőségét csökkenti.,,

## A növénykórokozók és a betegségek osztályozása

### Belső eredetűek (genetikairendellenességek)
Pl. torz képződmények, részleges vagy teljes klorofill-hiány (klorózis).

### Külső eredetűek
Nem fertőző vagy abiotikus kórokok
- klimatikus tényezők: csapadék, hőmérséklet, páratartalom, fényhiány, napégés stb.
- edafikus (a talajjal összefüggő) tényezők: a talaj típusa, szerkezete, kötöttsége, pH-ja, művelési módja, tápanyagtartalma, a tápanyagok hozzáférhetősége stb.
- Toxikus anyagok: lég-, talajszennyezések, nehézfémek, nukleáris eredetű sugárzások, hibás növényvédő szer felhasználás: rossz koncentráció, fitotoxikusság, elsodródás (drift) stb.

Fertőző vagy biotikus kórokok
- növényvírusok, viroidok, ezek ugyan nem tartoznak az élők világába, de fertőzőek, amelyet a genetikai örökítőanyag közössége (RNS vagy DNS) kapcsolja mégis a „biotikus” (azaz élő) tényezőkhöz.
- fitopatogén baktériumok
- fitoplazmák (növényi mikoplazmák)
- fitopatogén gombák
- virágos élősködők[7] (a gyökereken élősködő szádorok, a hajtásokat parazitáló arankák, a fás részekből táplálkozó fehér fagyöngy (Viscum album) stb.